# Antoine Clouet
Pour les articles homonymes, voir Clouet.
 (novembre 2024).
Si vous disposez d'ouvrages ou d'articles de référence ou si vous connaissez des sites web de qualité traitant du thème abordé ici, merci de compléter l'article en donnant les références utiles à sa vérifiabilité et en les liant à la section « Notes et références ».
Antoine Clouet, baron de l'Empire (1813), né le 13 septembre 1781 à Créteil et mort le 9 mars 1862 à La Brède, est un militaire français sous le Premier Empire et la Restauration.

## Biographie

### Famille
Né le 13 septembre 1781 à Créteil, il est le fils de Jean-Baptiste--Paul-Antoine Clouet, commissaire général des poudres et salpêtres à l'Arsenal de Paris, maire de Vic-sur-Aisne, et conseiller général de l'Aisne, et de Marie Angélique Françoise Touzard d'Olbecq.
Il se marie le 2 août 1805 avec Henriette Julliot de Fromont, sœur de l'épouse de Marie Antoine de Reiset.

### Au service de l'Empire (1804 à 1815)
Il sort sous-lieutenant de l'École militaire de Metz en 1802 et fait les campagnes d'Autriche, d'Italie et de Prusse. Il est fait prisonnier par les Russes à la Bataille d'Austerlitz où il reçoit un coup de baïonnette. 
Nommé capitaine en second le 18 décembre 1807, il est aide de camp du maréchal Ney du 18 novembre 1808 au 24 février 1810. Il participe à la Guerre d'indépendance espagnole et est détaché le 24 février 1810 auprès du roi d’Espagne, en qualité d’aide de camp.
Aide de camp du général Tousard du 11 septembre 1812 au 25 février 1813, il est nommé chef d’escadron, le 15 février 1813.
Il se signale et est blessé lors de la Bataille de Lützen le 2 août 1813 et est nommé colonel.
Aide de camp du maréchal Ney du 26 février 1813 à mars 1815.
Il est fait prisonnier de guerre par les Prussiens lors de la bataille de Dennewitz le 6 septembre 1813 et emprisonné sur l'ile de Rügen. Il est libéré en août 1814.
Nommé chef d’état-major de la 14e division d’infanterie du 4e corps d’observation, le 1er avril 1815.
Il devient chef d’état-major sous les ordres du général de Bourmont, commandant le 4e corps de l’armée du Nord.

### Au service du roi (1815-1831)
Le 15 juin 1815, Il passe au service du roi Louis XVIII avec le général de Bourmont
Après le retour de Napoléon de l'île d'Elbe, l'ordre lui est donné de se joindre au maréchal Ney. Il refuse de signer l'Acte additionnel aux Constitutions de l'Empire, publié par le Moniteur du 23 avril 1815, qui prononce la déchéance des « Bourbons ». Comme le général de Bourmont, il est des 320 militaires (contre 220 000) qui refusent cet acte additionnel. Dès lors, il estime que son devoir est de quitter l'armée impériale et d'aller à Gand où Louis XVIII avait constitué le gouvernement royal. 
Il est nommé commandant en chef de l’expédition de Flandres, le 25 juin 1815 et colonel de la légion départementale de la Somme le 11 octobre 1815.
Mis en non-activité par ordonnance du roi, le 9 mai 1816, il est remis en activité, colonel du 19e Léger, le 21 novembre 1821.
En 1823, il  participe sous le commandement du duc d'Angoulême l'Expédition d'Espagne, comme colonel du 9e régiment de chevau-légers lanciers.
Il est ensuite chargé du commandement provisoire du 2e Corps de réserve qui avait fait le Blocus de Saint-Sébastien, il est nommé maréchal de camp en octobre 1823, puis mis en disponibilité[réf. à confirmer].
En 1826, il commande le département du Loiret[réf. à confirmer]
En 1830, il obtient un commandement lors de l'expédition d'Alger et se fait remarquer par son énergie. Ses soldats, à la suite d'une bataille qu'il vient de gagner, lui offrent un yatagan d'honneur pris sur l'ennemi.

### Monarchie de Juillet
À la  Révolution de juillet 1830, il brise son épée en signe de refus d'obéissance au nouveau régime.
Il est mis à la retraite le 19 août 1831. 
En 1832, il commande le 4° corps des légitimistes de l'Ouest lors de la Chouannerie de 1832. Il se trouve au Combat de Chanay, sous un costume de paysan. À la suite de cette participation, il est condamné à mort par contumace par la Cour d'assises du Loiret le 18 mars 1833 et par effigie le 2 mai 1833. 

### Au service de Michel Ier de Portugal (1833)
Il combat en Portugal lors de la Guerre civile portugaise pour la cause de Michel Ier et commande d'août 1833 jusqu'à la fin septembre 1833 une division dans l'armée de Michel Ier du Portugal.

## Retour à la vie civile
Après l'expulsion de Michel Ier, il se retire à Genève où il est éditeur de musique classique.
En 1837, il est appelé à Goritz par Charles X pour enseigner le stratégie militaire à Henri d'Artois.
Il est en Suisse lorsque les ordonnances d'amnistie des 8 mai 1837 et 27 avril 1840 sont publiées. Il obtient alors l'autorisation de rentrer en France. Il réclame une pension de retraite qui lui est refusée au motif de sa participation à la Guerre civile portugaise. Ce refus a donné lieu à un procès qu'il gagne contre le ministre des finances[réf. à confirmer].
Il meurt le 9 mars 1862 à La Brède (Gironde) et est inhumé au cimetière communal de Chailles.

## Décorations
- Chevalier de la Légion d’honneur par décret impérial du 8 mars 1807.
- Officier de la Légion d’honneur par décret impérial du 10 août 1813.
- Commandeur de la Légion d’honneur par ordonnance du 30 octobre 1829.
- Chevalier de Saint-Louis par ordonnance du 1er novembre 1814.
- Chevalier de l’Ordre Royal d’Espagne le 20 octobre 1810[3]

## Titre
Selon certaines sources, il est titré baron de l'Empire par décret du 10 août 1813. Gustave Chaix d'Est-Ange écrit à ce sujet : « Le
général Clouet avait, paraît-il, été créé baron de l'Empire par décret du 10 août 1813. Son nom ne figure pas dans l'ouvrage que le
vicomte Révérend a consacré aux familles titrées sous le Premier Empire. ».